# Гражданский Корпус «Азов»

Символ Гражданского Корпуса «Азов»

Гражданский Корпус «Азов» (укр. Цивільний Корпус «Азов», также используют аббревиатуру ГК «Азов») — движение правой направленности, сформированное весной 2015 года из проукраинских активистов на базе сторонников полка «Азов». Целью деятельности Гражданский Корпус «Азов» называет «борьбу и убийство внутренних врагов для расчистки дороги в политику молодым и патриотам Украины».
«Гражданский корпус» — наиболее популярная организация среди украинских молодых сторонников радикализма и правого движения. Активисты «Гражданского корпуса» организуют акции разного толка: помощь семьям погибших бойцов, борьба с незаконными застройками, точками продажи алкоголя и наркотиков, проведение уроков мужества в школах и университетах, боевая подготовка активистов, спортивные соревнования, идеологические лекции и т. д.

## История создания
Зимой 2014-2015 года четко стала понятна потребность в организации общественно-политической структуры наряду с полком «Азов» . Полковые тыловые службы, волонтерская сеть и поклонники «Азова», объединенные в рамках общества содействия ВСУ и ВМФ «Патриот Украины», окончательно переформатировались в Гражданский Корпус «Азов». Основной скелет новой организации составили бывшие бойцы Азова, патриоты и сторонники правого движения.
Весной 2015 образовался центральный штаб и сеть ячеек во всех регионах Украины. Направления работы Гражданского Корпуса «Азов» провозгласили не только ликвидацию национальных и социальных проблем общества, но и организацию разноплановых социальных инициатив и проектов, в частности, пропаганду здорового образа жизни и традиционных моральных ценностей.